# 尼古拉斯·迈耶
尼古拉斯·迈耶（1945年12月24日—）出生于美国纽约，毕业于艾奥瓦大学并获得了戏剧与电影制作的学位，是一位电影剧作家、制片人、导演与小说家，以参与《星际旅行》电影的制作而闻名。他亦因在1983年导演了里程碑式的电视电影《浩劫后》而知名，并曾因此被提名为艾美最佳导演奖。1977年，迈耶还曾因将其1974年的小说《百分之七溶液》搬上电影屏幕而被提名为奥斯卡最佳改編剧本奖。